# IC 2269
IC 2269 ist eine Galaxie vom Hubble-Typ S im Sternbild Krebs auf der Ekliptik. Sie ist schätzungsweise 174 Millionen Lichtjahre von der Milchstraße entfernt.
Das Objekt wurde am 9. Januar 1901 von Max Wolf entdeckt.